# Біккуловська сільська рада (Міякинський район)
Бікку́ловська сільська рада (рос. Биккуловский сельский совет) — муніципальне утворення у складі Міякинського району Башкортостану, Росія. Адміністративний центр — село Садовий.
До 2012 року центром сільради було село Біккулово.

## Населення
Населення — 1280 осіб (2019, 1541 в 2010, 1855 в 2002).

## Склад
До складу поселення входять такі населені пункти:
| Населений пункт        | Населення, осіб (2002) | Населення, осіб (2010) |
| ---------------------- | ---------------------- | ---------------------- |
| Абішево, присілок      | 99                     | 78                     |
| Біккулово, село        | 299                    | 200                    |
| Маяк, присілок         | 204                    | 122                    |
| Розсвіт, присілок      | 313                    | 304                    |
| Садовий, село          | 627                    | 569                    |
| Чятай-Бурзян, присілок | 313                    | 268                    |